# ساندر دويتس
ساندر دويتس (بالهولندية: Sander Duits)‏ (29 أغسطس 1983 ببوتن في هولندا - ) هو لاعب كرة قدم هولندي في مركز الوسط. لعب مع آر كي سي فالفيك ودي غرافشاب وغو أهد إيغلز والمير سيتي.

## وصلات خارجية
- ساندر دويتس على موقع قاعدة بيانات كرة القدم.إي يو (الإنجليزية)
- ساندر دويتس على موقع Soccerway.com (الإنجليزية)